# トルネコ
トルネコ（Torneko）は、スクウェア・エニックスのコンピュータゲーム『ドラゴンクエストシリーズ』に登場する架空のキャラクターである。

## 解説
ファミリーコンピュータ（FC）用ゲームソフト『ドラゴンクエストIV 導かれし者たち』（以下『DQIV』）に初登場。『第三章 武器屋トルネコ』の主人公であり、『第五章 導かれし者たち』では「導かれし者」として勇者の仲間となる。小太りの中年男性商人という、伝統的なRPGでは非常にポピュラーな人物設定であるが、ドラゴンクエストシリーズのプレイヤーキャラクターとしては異色といえる。しかし、そのユーモラスなキャラクターと、彼が主人公を務める第三章における、「従来の戦闘による経験値稼ぎの繰り返し」とは一線を画するストーリー、システムが人気を呼び、彼を中心としたスピンアウト作品『トルネコの大冒険 不思議のダンジョン』シリーズがその後チュンソフト（現：スパイク・チュンソフト）から開発されることになった。
世界一の武器商人になるという夢を持っており、その夢を叶えるべく努力することが彼のストーリーの主軸となっている。
『DQIV』の第三章開始時点では田舎町レイクナバの武器屋の雇われ店員であったが、第三章のストーリー中において、緊張状態にあった大国エンドールとボンモール両国の間で武器の交易を行って富を築く傍ら、両国王の嫡子の仲を取り持って停戦を実現。エンドール城下町に王家お抱えの店を開く許可を得る。さらに、隣国ブランカとの地下トンネル開通工事への投資事業にも成功、販路の利権をも得ることで一代で世界有数の豪商にのし上がった。そして伝説の武器「天空の剣」の噂を聞き、地下トンネルを通って旅立つが、戦争を未然に阻止したことから、「人間の国の国力を疲弊させる機会を潰された」という理由で魔物たちから恨まれ、命を狙われることになる。第五章では船を発注した後に勇者たちと出会い、その船で勇者と共に世界中を旅するうちに、天空の剣を自らの目で見ることとなる。
『DQIV』の後日談である『トルネコの大冒険』では、不思議のダンジョンの噂を聞き、妻子とともにエンドールを離れて移住し、不思議のダンジョンを探索する。不思議のダンジョンの奥深くに眠る「幸せの箱」を入手し、城と見紛う程の大きな店を持つなど、武器商人として出世を重ねていく様子が描かれる。
『DQIV』ではあらゆるアイテムを鑑定する能力を持っている。また第五章の戦闘では一定確率で特殊な行動をすることがあり、子守唄を歌って敵を眠らせたり、口を塞いで呪文を使えなくするなど、種類は様々である。ただしいつどの特殊行動が発生するかはランダムであるため、プレイヤーの意に沿わない行動を取ることもしばしばある。力や体力は高めだが素早さは低く、呪文は使えない。プレイステーションとニンテンドーDSで発売されたリメイク版では4種類の特技が新たに使用できるようになった。いずれも『VI』以降の作品で登場していたものだが、「とうぞくのはな」の名称は「たからのにおい」に変更されている。
その風貌や性能から、『4コママンガ劇場』などでは役立たずのレッテルを貼られることが多く、散々な扱いをされることも多かった（特に原淳や白井寛など）。

### 北米版でのトルネコの名前
アメリカのNES版『Dragon Warrior IV』（『DQIV』のローカライズ版）では、トルネコの名前はTaloon（タルーン）に変更されていた。日本においてアルファベット表記される際はTornecoまたはTornekoと表記され、北米版 『Torneko: The Last Hope』（『トルネコの大冒険2』のローカライズ版）でもTaloonではなくTornekoの名が使用されている。
その後、北米版『Dragon Quest VIII: Journey of the Cursed King』（『ドラゴンクエストVIII 空と海と大地と呪われし姫君』のローカライズ版）にてゲスト出演して以降、上記の2つの名前を組み合わせたTorneko Taloon（トルネコ・タルーン）がフルネームとされ、後に登場キャラクターの名前が大幅に変更された北米DSリメイク版『Dragon Quest IV: Chapters of the Chosen』でもこのフルネームの設定が採用されている。

## トルネコの家族

### ネネ
トルネコの愛妻。夫の夢を常に支えており、旅立つ夫に愛妻弁当（『トルネコの大冒険』では大きなパン）を手渡して優しく見送る。『DQIV』では他店の1.5倍以上の値段で商品を売り、『トルネコの大冒険』シリーズでもトルネコが持ち帰ったアイテムを必ず全て売るといった商才を見せる。FC版『DQIV』では公式イラストがなく、ゲーム中では町娘のグラフィックの流用であったが、『トルネコの大冒険』にて公式イラストが描かれ、ゲーム中でもそれに沿った専用グラフィックが用意された。リメイク版『DQIV』においても専用のグラフィックが用意されている。
北米版の名前は、NES版『DWIV』では「Neta」だったが、『The Last Hope』では「Nina」、DS版『DQIV』では「Tessie」に変更された。

### ポポロ
トルネコの息子。ネネと同じく父の夢を常に支えている。父のことは商人としても冒険家としても憧れている。『トルネコの大冒険2』のイラストでは、父から直々に武芸を学んでいる姿が見られる。『トルネコの大冒険3』時点で年齢が12歳と設定された。『トルネコの大冒険3』ではプレイヤーキャラクターとしてデビューを果たし、モンスター使いとしての才能を開花させ、モンスターを仲間にする能力を持つようになる。
FC版『DQIV』では名前がなく、『トルネコの大冒険』で「ポポロ」の名前が設定された。リメイク版『DQIV』でも同じ名前で、ゲーム中で名前が表示される。ゲームブック版『DQIV』では「ニッフル」、小説版『DQIV』では「リトル」という名になっていた。なお、リメイク版『DQIV』では髪の色は母親と同じ茶色であるが、『トルネコの大冒険』シリーズではトルネコと同じ青である。
北米版でもNES版『DWIV』当時は名前がなく、『The Last Hope』では「Paulo」、DS版『DQIV』では「Tipper」という名前が設定された。

## トルネコが登場している作品

### ゲーム

#### ナンバリング
- 天空シリーズ
  - ドラゴンクエストIV 導かれし者たち - 「第三章 武器屋トルネコ」で主人公として活躍した後、「第五章 導かれし者たち」で勇者と合流する。
  - ドラゴンクエストVI 幻の大地 - クリアー後に行くことのできる隠しダンジョンで登場（ただし、固有グラフィックではなく、汎用の町人グラフィックになっている）。
- ドラゴンクエストVIII 空と海と大地と呪われし姫君 - モンスター・バトルロードの最高ランクで相手のモンスターオーナーとして登場。
- ドラゴンクエストIX 星空の守り人 - 2010年2月5日からリッカの宿屋にWi-Fiゲストとして登場。
- ドラゴンクエストX 目覚めし五つの種族 オンライン - バージョン1.3より、まれに「魔法の迷宮」内で登場し、プレイヤーはレアアイテムを購入可能。家族への手紙を郵便局に出してもらうよう、プレイヤーに依頼する。

#### 不思議のダンジョン
- トルネコの大冒険 不思議のダンジョンシリーズ - 『ドラゴンクエストIV』の冒険を終えた後のトルネコの物語。ダンジョン探索型RPGで3作品が発売。
  - トルネコの大冒険 不思議のダンジョン
  - トルネコの大冒険2 不思議のダンジョン
  - トルネコの大冒険3 不思議のダンジョン - 息子ポポロの活躍もあり、さらにメインコマンドの一環としてルーラの呪文を使うことが出来るようになった。
- ドラゴンクエスト 少年ヤンガスと不思議のダンジョン - ヤンガスたちのアドバイザーとして出演。ネネ・ポポロは登場せず。
- ドラゴンクエスト 不思議のダンジョン MOBILE　- ヤンガスやゲルダとともに旅をしている。主人公として操作できるクエストもある。

#### いただきストリート
チャンスカードやスフィアで登場するボーナスキャラクター。止まったマスの買い物料を無条件で物件の持ち主に支払ってくれる。いただきストリート本編での「マハラジャ」と同様の役どころ。
- ドラゴンクエスト&ファイナルファンタジー in いただきストリートSpecial
- ポータブル

#### その他の外伝作品
- ドラゴンクエスト モンスターバトルロード - スペシャルカード「正義のソロバン」をスキャンすると出現、とどめの一撃ではバロンの角笛でおっさん（ライアン・ブライ・ヤンガス・トロデ・モリーを含む）を大量に呼び出し、突撃する。レジェンドヒーローカードでプレイヤーとしても使えるが、一回攻撃するごとに職業『商人』または『大商人』の経験値が減る（経験値がなくなっても職業がランクダウンすることはない）。
- シアトリズム ドラゴンクエスト - プレイヤーキャラクターの一人として登場。最初から上級職の商人に就いている。
- ドラゴンクエストヒーローズII 双子の王と予言の終わり - プレイヤーキャラクターの一人として登場。様々なアイテムを使って闘う。
- ドラゴンクエスト ライバルズ - 職業：商人のリーダーキャラクターとして登場。

### アニメ
- ドラゴンクエスト (アニメ) - 闇のバザールでモブとして一瞬出演。

### 漫画
- トルネコ一家の冒険記（村上ゆみ子）
- トルネコの大冒険2 不思議のダンジョン（村上ゆみ子）

### 小説
- 小説ドラゴンクエストIV 導かれし者たち（久美沙織）
全4巻のうち、2巻収録の3章、3・4巻収録の5章以降に登場。トルネコが主人公の3章のみ、キャラクターの雰囲気に合わせて文章が柔らかい表現になっている。また、妻の名「ネネ」はそのままだが、息子の名が「リトル」になっている。
- 小説 トルネコの大冒険 不思議のダンジョン（とまとあき、塚本裕美子）

### ゲームブック
- ゲームブックドラゴンクエストIV（全4巻）
全4巻のうち、2巻収録の3章、3・4巻収録の5章以降に登場。また、妻の名「ネネ」はそのままだが、息子の名が「ニッフル」になっている。
- ゲームブック トルネコの大冒険 不思議のダンジョン（全3巻）

### 舞台
- ミュージカル「ドラゴン・クエスト」（1992年） - 演：仲本工事[5]
- バレエ「ドラゴン・クエスト」（1995年初演） - トルネコをモデルとする人物が登場
- ドラゴンクエストライブスペクタクルツアー（2015年） - 演：芋洗坂係長、我善導（さいたま公演後半、福岡公演）

## 担当声優
- トルネコ - 玄田哲章（CDシアター版） / 茶風林（ヒーローズII・ライバルズ）
- ネネ - 関根明子（CDシアター版） / 日髙のり子（ライバルズ）
- ポポロ - 萩森侚子（CDシアター版） / 伊瀬茉莉也（ライバルズエース）